# Дамир Шолман
Дамир Шолман (7 вересня 1948 — 2 травня 2023) — югославський баскетболіст.
Срібний призер Олімпійських Ігор 1968, 1976 років, учасник 1972 року.
Переможець Середземноморських ігор 1967, 1971 років.
Чемпіон світу 1970 року, срібний призер 1974 року.
Чемпіон Європи 1973, 1975 років.
Срібний призер Юнацького чемпіонату Європи (U-18) 1966, 1968 років.